# Église de Juva
L'église de Juva (en finnois : Juvan kirkko) est une église évangélique luthérienne située à Juva en Finlande. Elle a été conçue par les architectes Ernst Lohrmann et Carl Edelfelt. 

## Histoire
La paroisse de Juva est fondée le 19 janvier 1442, à cette époque, il existait déjà une chapelle. De 1666 à 1676, le maçon Olli Ollinpoika construit une église à Juva. Mais elle est détruite par un orage le 19 juin 1727.
Une nouvelle église est construite au même endroit en 1729. Dès sa construction, l'église s'avère trop petite et, en 1788, il est décidé de l'agrandir, mais ce projet ne sera jamais réalisé. Le matin du Noël 1829, une panique provoque la mort de 15 jeunes femmes dans l'église. 
Le prêtre Karl Gustaf Nykopp propose de construire une nouvelle église. La décision est prise en 1841, mais l'emplacement ne sera choisi que le 1er mars 1847. Les premiers plans seront acceptés le 6 novembre 1851. Le prêtre M. E. Alopaeus estime alors que l'église prévue est trop petite et, le 7 mai 1855, il est décidé de commander de nouveaux plans. Ces plans seront dessinés par les architectes Ernst Bernhard Lohrmann et Carl Albert Edelfelt. 
L'église est construite de 1856 à 1863 et est inaugurée le 23 août 1863 par Henrik von Pfaler.

## Description
L'église de Juva est en granite. 
Le clocher possède deux cloches fabriquées en 1738 et en 1772. 
Des réparations importantes ont été réalisées en 1938 et en 1984–1985.
La scène du retable Jésus bénit les enfants est peinte par Alexandra Frosterus-Såltin en 1889.
Le mémorial du cimetière attenant à l'église est l'oeuvre de Ilmari Wirkkala.